# Río Adra
Río Adra este o arie protejată (arie specială de conservare — SAC, sit de importanță comunitară — SCI) din Spania întinsă pe o suprafață de 288,18 ha, integral pe uscat.

## Localizare
Centrul sitului Río Adra este situat la coordonatele 36°45′45″N 2°59′28″W / 36.7624°N 2.991°V.

## Înființare
Situl Río Adra a fost declarat sit de importanță comunitară în decembrie 2002 pentru a proteja 13 specii de animale. Situl a fost protejat și ca arie specială de conservare în ianuarie 2015.

## Biodiversitate
Situată în ecoregiunea mediteraneană, aria protejată conține 6 habitate naturale: Galerii și tufărișuri riverane sudice (Nerio-Tamaricetea și Securinegion tinctoriae), Pseudostepă cu ierburi și specii anuale de Thero-Brachypodietea, Tufărișuri termo-mediteraneene și de pre-deșert, Râuri mediteraneene cu debit permanent și vegetație de Glaucium flavum, Tufărișuri halo-nitrofile (Pegano-Salsoletea), Vegetație anuală la limita mareei.
La baza desemnării sitului se află mai multe specii protejate:
- păsări (10): pescăruș albastru (Alcedo atthis), fâsă-de-câmp (Anthus campestris), Aquila fasciata, stârc roșu (Ardea purpurea), caprimulg (Caprimulgus europaeus), erete de stuf (Circus aeruginosus), egretă mică (Egretta garzetta), șoim călător (Falco peregrinus), stârc de noapte (Nycticorax nycticorax), silvie de tufiș (Sylvia undata)
- mamifere (1): liliacul mare cu potcoavă (Rhinolophus ferrumequinum)
- pești (1): Aphanius iberus
- reptile (1): Mauremys leprosa

Pe lângă speciile protejate, pe teritoriul sitului au mai fost identificate 1 specie de amfibieni.